# Éclipse lunaire du 3 mars 2007
| Éclipse totale de Lune du 3 mars 2007 | Éclipse totale de Lune du 3 mars 2007 |
| ------------------------------------- | ------------------------------------- |
| Animation de l'éclipse.               |                                       |
| Gamma                                 | 0,31749                               |
| Magnitude                             | 1,23280                               |
| Localisation                          | Afrique, Europe et Moyen-Orient       |
| Saros (membre de la série)            | 125 (48 sur 72)                       |
| Durée (h:min:s)                       |                                       |
| Totalité                              | 1 h 13 min 21 s                       |
| Phases partielles                     | 3 h 41 min 4 s                        |
| Phases pénombrales                    | 6 h 5 min 26 s                        |
| Contacts (UTC)                        |                                       |
| P1                                    | 20:18:11                              |
| U1                                    | 21:30:20                              |
| U2                                    | 22:44:12                              |
| Maximum                               | 23:20:53                              |
| U3                                    | 23:57:33                              |
| U4                                    | 1:11:24 (le 4 mars)                   |
| P4                                    | 2:23:37 (le 4 mars)                   |
|                                       |                                       |

L'éclipse lunaire du 3 mars 2007 est une éclipse lunaire totale.
Cette éclipse a débuté à 20:18 UTC le 3 mars 2007 et la Lune a été totalement éclipsée par l'ombre de la Terre entre 22:44 et 23:58 UTC.

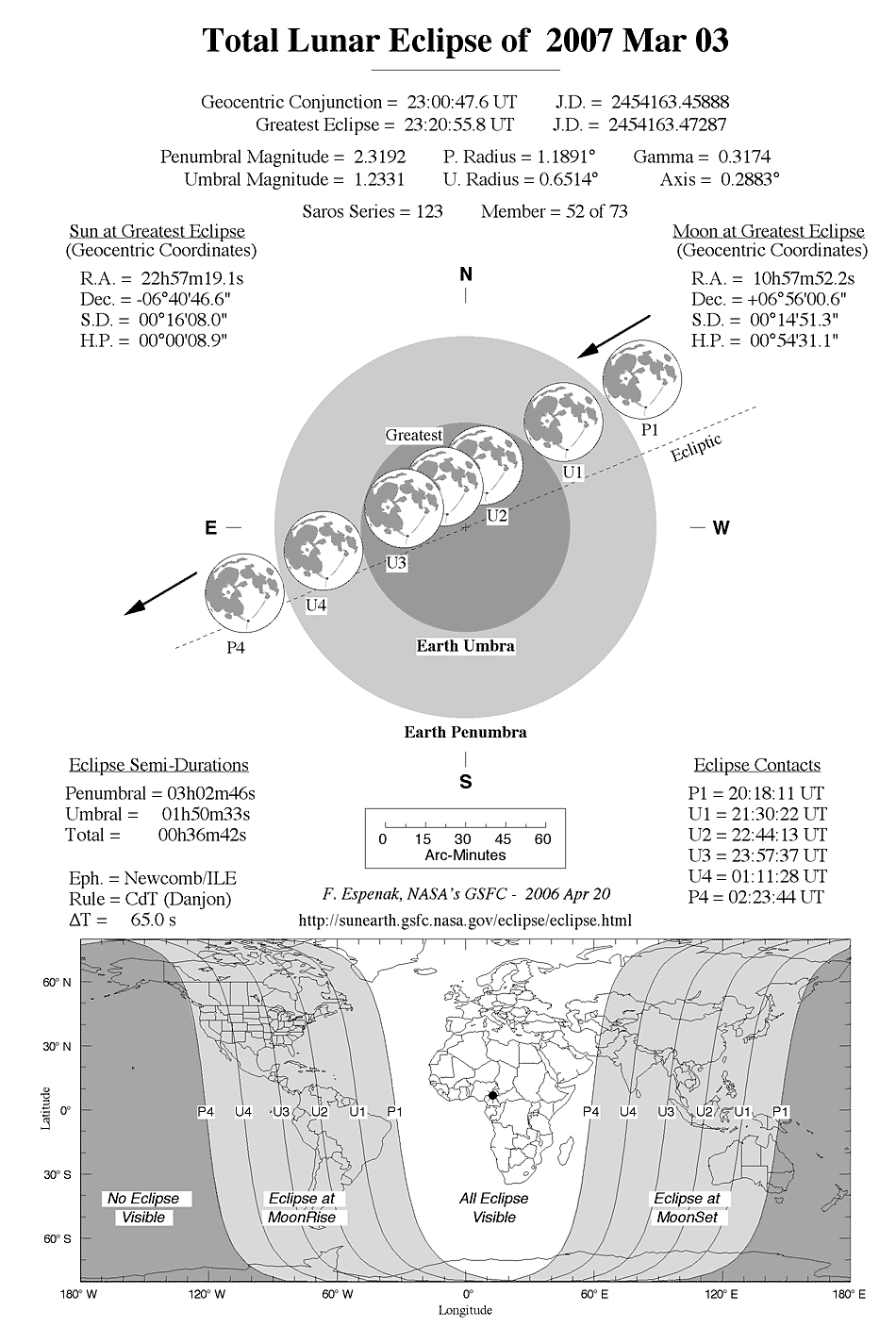
La carte de l'éclipse.

## Visibilité
L'éclipse était visible en totalité en Afrique, en Europe et au Moyen-Orient. Elle était visible pendant le coucher de la Lune en Asie et à l'Ouest de l'Australie, et pendant le lever de la Lune en Amérique.

## Observations
|  |  |  |